# Shabab al-Samu
Nadi Shabab Alsamu Al-Riyadhi, meist Shabab Alsamu (arabisch شباب السموع) genannt, ist ein palästinensischer Fußballverein aus Hebron im Westjordanland. Aktuell, Stand Oktober 2023, spielt der Verein in der West Bank Premier League.

## Stadion
Der Verein trägt seine Heimspiele im Hussein Bin Ali Stadium in Hebron aus. Das Stadion hat ein Fassungsvermögen von 8000 Personen.